# Gentianeae
Gentianeae, biljni tribus, dio porodice sirištarki. Sastoji se od dva podtribusa  čiji je tipični rod sirištara ili lincura (Gentiana) sa preko 240 vrsta trajnica i grmova prisutnih na svim kontinentima.

## Podtribusi i rodovi:
Tribus Gentianeae Dumort.
1. Subtribus Gentianinae G. Don
  1. Gentiana Tourn. ex L. (341 spp.)
  2. Kuepferia Adr. Favre (14 spp.)
  3. Crawfurdia Wall. (24 spp.)
  4. Metagentiana T. N. Ho & S. W. Liu (12 spp.)
  5. Sinogentiana Adr. Favre & Y. M. Yuan (2 spp.)
  6. Tripterospermum Blume (32 spp.)
2. Subtribus Swertiinae Griseb.
  1. Obolaria L. (1 sp.)
  2. Latouchea Franch. (1 sp.)
  3. Gentianopsis Ma (21 spp.)
  4. Pterygocalyx Maxim. (1 sp.)
  5. Veratrilla Franch. (2 spp.)
  6. Bartonia Muhl. ex Willd. (3 spp.)
  7. Frasera Walter (15 spp.)
  8. Megacodon (Hemsl.) Harry Sm. (3 spp.)
  9. Swertia L. (163 spp.)
  10. Halenia Borkh. (66 spp.)
  11. Lomatogonium A. Braun (27 spp.)
  12. Lomatogoniopsis T. N. Ho & S. W. Liu (3 spp.)
  13. Comastoma (Wettst.) Toyok. (19 spp.)
  14. Gentianella Moench (303 spp.)
  15. Jaeschkea Kurz (3 spp.)

## Vanjske poveznice
|  | Zajednički poslužitelj ima još gradiva o temi Gentianeae |
|  | Wikivrste imaju podatke o taksonu Gentianeae             |